# La Rambla (sèrie de fotografies)
La Rambla és una sèrie d'unes cent cinquanta fotografies de Frederic Ballell, on es recullen múltiples aspectes de la vida quotidiana del centre de la ciutat de Barcelona. Foren preses entre el 1907 i el 1908. Aquestes fotografies mostren els diferents perfils dels habitants de la Rambla de Barcelona en tots els seus trams, en un moment en el qual l'atenció estava focalitzada en la construcció de la Via Laietana.
Frederic Ballell es fixava en els músics del carrer, els escombriaires, els escrivents del Palau de la Virreina, els tolits, els nens que s'enfilaven a la font per beure aigua... Aquesta és una visió ben diferent de les altres fotografies que trobem al seu fons i que, corresponen al quefer periodístic; imatges de manifestacions, enterraments, obres, atemptats... on la premsa té un paper fonamental i concret.
En aquesta sèrie d'imatges, elaborades durant un gran llarg període, prima la voluntat de mostar el dia el dia, la vida tranquil·la d'un carrer ple de vianants. Les imatges captades defugen la "posa" en retratar als personatges i, alhora, fa un inventari dels ciutadans. Ballell vol constatar la presència de tots aquests vianants que passegen per la Rambla, sense donar preponderància a uns sobre els altres. Són fotografies atemporals on Ballell busca mostrar com passa la vida.
Ballell tenia la voluntat de passar desapercebut, d'aquí que moltes vegades, els protagonistes de les imatges donin l'esquena al fotògraf.